# Pentecoste (El Greco)
La Pentecoste è un'opera di El Greco, realizzata tra il 1597 e il 1600 durante il suo ultimo periodo a Toledo. È esposto in una delle sale del Museo del Prado a Madrid, in Spagna. Apparteneva al gruppo dipinto per la pala d'altare di Dona María de Aragón. 

## Storia
Nel 1596, El Greco si impegnò a realizzare la pala d'altare della Chiesa della scuola di Dona Maria de Aragon, un seminario di ordine Agostiniano. Il nome popolare si riferisce a Dona Maria de Aragón, la mecenate, che commissionò - cioè pago per - i lavori. El Greco fu incaricato dal Consiglio di Castiglia. 
Esistono documenti, che testimoniano come l'opera fu realizzata in tre anni. Il lavoro fu valutato a poco più di sessantatremila Reais, il prezzo più alto per una delle sue creazioni. 

## Descrizione e stile
Quest'opera è composta dalla parte superiore della pala d'altare. Come in molte altre sue realizzazioni, El Greco organizza la composizione sulla base di un triangolo invertito. La scena ruota intorno alla Vergine Maria, Maria Maddalena e gli Apostoli. Sullo sfondo c'è la colomba dello Spirito Santo, irradiante una luce, che illumina l'intero palcoscenico ed i costumi dei personaggi.
La scena, incentrata su un passaggio degli Atti degli Apostoli, mostra figure allungate, che si allontanano dal tradizionale stereotipo della bellezza classica. Non si riscontra il senso della prospettiva, mentre i toni forti di certe sezioni costituiscono eredità diretta del Tintoretto e di Michelangelo.